# Царьова Лариса Миколаївна
Царьова Лариса Миколаївна (10 серпня 1958) — радянська плавчиня.
Учасниця Олімпійських Ігор 1976, 1980 років.
Призерка Чемпіонату світу з водних видів спорту 1978 року.
Призерка Чемпіонату Європи з водних видів спорту 1977 року.